# Paul Schubert
Paul Schubert (1963. október 30. –) svájci klasszika-filológus és papirológus.

## Élete
A genfi, az oxfordi és a heidelbergi egyetemen végzett tanulmányait követően Schubert 1993 és 2004 között a Neuchâteli Egyetem ógörög nyelv és irodalom adjunktusa, később rendes professzora volt. A Genfi Egyetemen is rendszeresen tartott papirológiai kurzusokat. Itt nevezték ki 2004-ben a görög nyelv és irodalom rendes professzorává, André Hurst rektor helyére.
Schubert kutatásainak középpontjában a papirológia és a görög irodalom áll. Vendégprofesszor a lausanne-i, berni, bázeli és Moszkvai Egyetemen. 2004 és 2019 között a Fédération Internationale des Associations d'Études Classiques (FIEC) főtitkára volt. 2019-ben az Association Internationale de Papyrologistues elnökévé választották.

## Írásai (válogatás)
- Szerkesztőként: Les archives de Marcus Lucretius Diogenes et textes nähtavés (= papirológiai szövegek és értekezések. 39). Habelt, Bonn, 1990 ISBN 3-7749-2418-X (és a Genfi Egyetem, disszertáció, 1989)
- Noms d'agent et invective: entre phénomène linguistique et interpretation du récit dans les poèmes homériques (= Hypomnemata . 133). Vandenhoeck & Ruprecht, Göttingen, 2000 ISBN 3-525-25230-7
- Vivre en Égypte Greco-Romaine. Une selection de papyrus. Editions de l'Aire, Vevey, 2000 ISBN 2-88108-562-8
- Egy Yale-papirusz (P Yale III 137) a Beinecke Rare Book and Manuscript Library III-ban (= American Studies in Papyrology. 41). American Society of Papyrologists, Oakville (Connecticut), 2001 ISBN 0-9700591-1-6
- Szerkesztőként Andrea Jördens mellett: A Cahier P. 1 és P. 2 görög papiruszai a Louvre gyűjteményében (P. Louvre II) (= papirológiai szövegek és értekezések. 44). Marguerite Hirt, Thomas Kruse, Fritz Mitthof, Fabian Reiter és Ghislaine Widmer közreműködésével. Habelt, Bonn, 2005 ISBN 3-7749-3319-7
- Philadelphia. Egy falu Egyiptomban a II. és III. mutációban és Siècle ap. J.-C. (= Svájci hozzájárulások a régészethez. 34). Schwabe Basel, Bázel, 2007 ISBN 978-3-7965-2305-2
- Szerkesztőként és fordítóként: Anoubion : Poème astrologique. Témoignages et fragments (= Collection des universités de France. Serie Grecque. 517). Szövegek établi, traduit et annoté. Les belles lettres, Párizs 9, 2015 ISBN 978-2-251-00601-7

## Fordítás
- Ez a szócikk részben vagy egészben  a   Paul Schubert (Altphilologe) című német Wikipédia-szócikk ezen változatának fordításán alapul.  Az eredeti cikk szerkesztőit annak laptörténete sorolja fel. Ez a jelzés csupán a megfogalmazás eredetét és a szerzői jogokat jelzi, nem szolgál a cikkben szereplő információk forrásmegjelöléseként.